# Spheropistha melanosoma
Spheropistha melanosoma is een spinnensoort in de taxonomische indeling van de kogelspinnen (Theridiidae).
Het dier behoort tot het geslacht Spheropistha. De wetenschappelijke naam van de soort werd voor het eerst geldig gepubliceerd in 1957 door Takeo Yaginuma.